# Spargania commutata
Spargania commutata là một loài bướm đêm trong họ Geometridae.